# Johann Jakob Scheuchzer
Johann Jakob Scheuchzer (2. srpna 1672 Curych – 23. června 1733 tamtéž) byl švýcarský učenec, kartograf a lékař.
V průběhu své vědecké kariéry na počátku 18. století zmapoval celé Švýcarsko a popsal významné zkameněliny živočichů i rostlin. Nejznámější je dnes pro svůj popis údajného „nebohého hříšníka“, který zahynul při biblické potopě světa. Tento Homo diluvii testis („Člověk – svědek potopy“) byl představován fosilní kostrou, objevenou u Öhningenu na německo-švýcarských hranicích. roku 1726 kostru takto označil Scheuchzer, který ji považoval za ostatky asi desetiletého dítěte, které zahynulo při potopě světa.
Teprve v roce 1811 však francouzský přírodovědec Georges Cuvier prokázal, že se jedná o pozůstatky miocenního velemloka. Ten pak dostal na počest švýcarského vědce jméno Andrias scheuchzeri. Této historky využil jako nosné zápletky také spisovatel Karel Čapek pro svůj světoznámý román Válka s Mloky. Scheuchzer je dnes uznáván jako jeden z nejvýznamnějších švýcarských přírodovědců.